# Библиотека „Трифун Димић”
Библиотека „Трифун Димић” је огранак  Градске библиотеке у Новом Саду. Основана је у мају 2010. године  као „прва ромска библиотека на Балкану”. Налази се у новосадском насељу Шангај у Улици првој број 15. Носи име великог ромолога, преводиоца и књижевника Трифуна Димића.

## О библиотеци
Библиотека се простире на 150 m2. Има две просторије: библиотеку  и читаоницу са седам столова и 40 столица. Библиотечки фонд броји 6.550 публикација. Међу књигама на српском, налази се и незнатан број публикација на мађарском и енглеском језику. Књига објављених на ромском језику има 349 примерака. Библиотечки огранак „Трифун Димић” има обезбеђен компјутер и интернет.
Број корисника учлањених у библиотеку је око 400, међу којима су првенствено деца основношколског узраста, али и студенти ромске националности који користе фонд књига на ромском језику, потом представници невладиног сектора, као и одрасли грађани.

## Активности и пројекти библиотеке
Поред основне делатности, ова библиотека је организовала и бесплатне радионице Укључи рачунар и учи, као и бесплатан курс енглеског језика.
Огранак је умногоме специфичан, јер се бави инклузивним радом. Акценат се ставља на активности и пројекте: 
- функционално описмењавање деце и одраслих;
- асистенција у процесу усвајања хигијенских навика;
- израда домаћих задатака;
- помоћ при учењу радно оспособљавање одраслих (пројекат Преплетаји је омогућио Ромкињама да, овладавањем вештине ткања, приђу корак ближе осамостаљивању и самозапошљавању).[1]

У сарадњи са наставним особљем шангајске основне школе, организују се разне активности у смеру едукације деце, као што је представљање ромских аутора, и приближавање ромске књижевности деци.
Деца учествују у радионицама на теме: књижевност, улога формалног и неформалног образовања, лепо понашање, насиље у школи и породици, професионална оријентација, хигијена тела и животног простора, очување животне средине, понашање деце у саобраћају, однос деце према одраслима, правилна исхрана и друго. Посебна пажња се поклања борби против дискриминације и насиља над женама и у породици.
Библиотека, захваљујући донацијама, сваког дана дели деци 25 оброка. За неку од деце то је и једини кувани оброк током дана.